# 西の善き魔女
『西の善き魔女』（にしのよきまじょ、The Good Witch of the West）は、荻原規子による日本のライトノベル。C★NOVELSファンタジア（中央公論社）より1997年9月から2003年5月まで刊行された。2001年と2004年の2度、新装版が刊行された。メディアミックスとして、「月刊コミックブレイド」（マッグガーデン刊）にて桃川春日子の作画によってコミカライズもされ、2006年4月からテレビアニメ化された。2013年6月から、KADOKAWAのブランドカンパニー角川書店の角川文庫より、新装版が刊行された。

## あらすじ
女王制の国グラールの北方、辺境の地セラフィールドで生まれ育った15歳の少女フィリエル・ディー。彼女は、生まれて初めての舞踏会の朝、幼なじみの少年ルーンから青い石の高貴なペンダントを手渡される。それはフィリエルの父、天文学者ディー博士が彼女に託した品だった。そして、このペンダントがきっかけで、高地の村娘だったフィリエルの日々は一変してゆく。

## 登場人物

### セラフィールド
フィリエル・ディー
声 - 折笠富美子
本作の主人公。「消えた第二王女」エディリーンとディー博士の娘。磨いた銅のような赤金色の髪に琥珀色の瞳。髪の色から「あかがね色の髪の乙女」と呼ばれる。2歳で母をなくし、以降15歳までディー博士の隣人であるホーリー夫妻に育てられた。女王聖誕祭の祝日にロウランド家の舞踏会に出席した際、身につけていた青い宝石がきっかけとなり、従姉妹であるアデイルから自分の出自を知らされる。
いつも自然体でのびやかな性格。その分、感情が表に出やすく、幼なじみであるルーンに幾度となくため息をつかれている。ルーンに対しては（彼が年下かどうか不明にもかかわらず）弟のように接しており、何事においてもルーンの身の安全を心配し、そのためなら自分の身を危険にさらすほど、彼を大切にしている。さらに、女学校や王宮での出来事を経るうちに、次第にそれが恋心であることを自覚するようになった。ルーンが姿を消したあと、彼を追って王宮を飛び出し南部領まで捜しに行くなど、周りをあきれさせるほどの行動力がある。オーガスタ王女に会う為イグレインと共にギルビア公爵の城へ向かった際、まだ幼い雄のユニコーンと遭遇。そのユニコーンがエディリーンの女王試金石に反応したため、貰い受けることに。運動神経は抜群だが、料理と裁縫の腕は今ひとつ。ルーンは彼女がお茶を入れようとすると拒む。
ルーン（ルー・ルツキン、本名：ルンペルシュツルツキン）
声 - 平田宏美
ディー博士の弟子。フィリエルにとっては弟のような存在。グラール北部では珍しい、黒髪に煙水晶のような瞳（後に東の国の特徴であることが判明）。ディー博士から贈られた、度なしの黒ぶち眼鏡をいつもかけている。また長い間、博士のお古である黒服を着続けていた。普段は眼鏡とぼさぼさ頭という格好のせいで気づかれにくいが、作中で女装して女学校に紛れ込んだ際にも気づかれなかったほど、実は非常に整った容貌をしている。
フィリエルが8歳の時セラフィールドに連れて来られ、以来、博士とともに天文台に住まう。もとは旅芸人一座で育てられていた子供で、誕生時の天体の位置を記した紙も持っておらず、名前を持たなかったため、出自は一切不明。旅芸人一座にいた頃は、膨大な桁数の暗算を一瞬でこなし、芸として披露させられていた。長い本名は童話に登場するこびとの名前で、博士が名付けた。フィリエルは弟のように思っているが、ルーンの方もフィリエルに対して世話を焼かせる妹のように接しており、そのことで口喧嘩になることもしばしば。性格は非常に内にこもりがちで人付き合いが悪く、物語当初は博士とフィリエル以外に心を開くことはなかった。しかし後にヘルメス党の仲間らと親交を深めていく。
ディー博士の元で暮らし、フィリエル達と人間的な交流を重ねるにつれて、連れてこられた当初の怯えた態度は次第に薄れていく。また、神がかり的な早さこそ失われたものの、現在でも煩雑な計算をすらすらとこなし、天文学の弟子として非常に重宝される。チェスの腕前は天才的で、作中で何度かユーシスを負かしている。
また、博士から贈られた眼鏡をかけることでかつての自分と現在の自分を分けている節があり、フィリエル達から言葉を教わり、自分から話すようになると、フィリエルに過去のことを訊かれた際は自分のことでありながら「彼」と称していた。
研究の師である博士に対する敬慕の念が非常に強い。そのため博士の研究を弾圧した貴族側に属するユーシスやアデイルに対して、棘のある態度をとる。その穏やかならぬ態度は、フィリエルが博士の研究に理解のない言動をした場合でさえ同様である。
ギディオン・ディー
フィリエルの父親。濃い茶色の髪と瞳。髪より赤っぽい髭を生やし、背の高い偉丈夫である。グラールの北の果て、セラフィールドの天文台で、異端とされるエフェメリスの研究をしていた。星の観測と研究に没頭し、一人娘であり亡き妻の忘れ形見であるはずのフィリエルを顧みることはほとんどなかった（とフィリエルは感じていた）。そのためか実の娘であるフィリエルからも「博士」としか呼ばれない。フィリエルが女王聖誕祭の舞踏会へ出かけた夜、南の果てへ出かけてくると手紙を残し、行方不明になってしまう。亡き妻・エディリーンの元へ帰ったのだと、フィリエルは思っている。
ボゥ・ホーリー
声 - 中博史
ディー博士の天文台の近くに住む農夫。タビサの夫。口数は少ないがまじめで実直な性格で、フィリエルを幼い頃からやさしく見守ってきた。物語序盤でギディオンを逃がした後、責任を取るように天文台から飛び降りた。
タビサ・ホーリー
声 - 鳳芳野
フィリエルの育ての母。ボゥの妻。フィリエルからは「ホーリーのおかみさん」あるいは「おかみさん」と呼ばれる。ディー博士が子育てを疎かにするため、見かねてフィリエルを自分の家で育てていた。フィリエルだけでなく、ルーンのことも実の子どものように世話を焼いてきた。

### ロウランド家とその周辺
アデイル・ロウランド
声 - 斎藤千和
北部の有力貴族ロウランド家の養女。フィリエルの従姉妹。オーガスタ王女の次女で次期女王候補のひとり。小麦色の髪に金茶色の瞳。人形のように華奢で可憐な少女で、周りを穏やかにさせる雰囲気を持つ。一方で芯は強くレアンドラとも対等に渡り合う。飛燕城の舞踏会にて、フィリエルの持つ青い宝石が王族しか持つことのできない女王試金石であることに気づき、フィリエルの素性が明らかになるきっかけを作った。自分がロウランド家で大切にされるのは、女王候補であるがため、という現実を理解しており、同じく女王家の血を引きながらそれに縛られることなく育ったフィリエルを「自分の夢」だと語る。趣味は小説執筆で、トーラス女学校内で絶大な人気を誇った。ペンネームは「エヴァンジェリン」。特技は笑ってごまかすこと。
義兄であるユーシスには兄妹以上の感情を持っているが本人は自覚がないようで、フィリエルにそれを指摘されても真に納得がいかない様子であった。運動神経は皆無で、特に乗馬が苦手。
ユーシス・ロウランド
声 - 谷山紀章
アデイルが育てられたロウランド家の長男。ルアルゴー伯爵の実子で次期伯爵。赤い髪にはしばみ色の瞳。近衛師団に所属している優秀な騎士。後に南部の竜討伐隊の指揮官になる。義妹であり女王候補であるアデイルの一の騎士として彼女を守ることを使命としている。生真面目なあまり、恋愛に関しては誰よりも鈍く、アデイルの想いにもまったく気づかず、レアンドラの誘惑すら通用しない。フィリエルに対しては、王宮の息苦しさよりも自由を好むという点で親近感を抱いている。またフィリエルが王宮でライアモン殿下に狙われたため、彼女の安全のため結婚を申し込んだこともあったが、断られている。
ルーンとは、彼の見知らぬ人間を拒絶する性格ゆえに険悪な関係であったが、ユーシスの屈託のない性格が彼の態度を徐々に軟化させたのか、最終的には友情に近いものを持っている。ルーンにチェスを教え、チェスの才能を開花させるきっかけになった。
ルアルゴー伯爵（オーウェン・ロウランド）
声 - 土師孝也
グラール王国の北部に位置するルアルゴーの当代伯爵。ユーシスの父、アデイルにとっては養父。十七年前、エディリーンとディー博士が異端の知識を持ち出して駆け落ちし、女王から死罪を言い渡された際、父である先代伯爵と共に、二人の存在を隠蔽し、かつ管理下に置くため、二人を秘密裡にセラフィールドに住まわせた。
レイディ・マルゴット（マルゴット・ロウランド）
声 - 唐沢潤
ルアルゴー伯爵夫人。ユーシスの母、アデイルの養母。薔薇の栽培を趣味としている。上品かつたおやかな婦人だが、実際にはロウランド家の采配に対してルアルゴー伯爵よりも発言力があると噂される。
グラール王宮の女官としての地位も持ち、王宮内では配下である女官達を動かして情報収集などを行っている。
ロット・クリスバード
声 - 石田彰
ユーシスの友人。ユーシスとは王立学院時代からの付き合い。亜麻色の長髪に緑色の瞳。冗談好きで陽気な性格。女性の扱いにも長けており、堅物のユーシスを何かとからかっては楽しんでいる。ヘスター男爵であった父親が早逝しその後を継いだため、グラール王国最年少の爵位保持者。後に、ユーシスと共に竜討伐隊に加わる。
マリエ・オセット
声 - 藤村歩
ワレット村の学校でのフィリエルの同級生。ワレット村の大地主であるオセット家の末娘で、姉エリゼルは都に屋敷を持つ貴族の侍女。栗色の巻き毛に青い瞳。快活な性格。他の子どもたちから「妖精娘」と呼ばれ遠巻きにされていたフィリエルに気さくに話しかけたことから、フィリエルと仲良くなる。フィリエルをルアルゴー伯爵家での舞踏会に誘ったのも彼女である。
のちにロウランド家の侍女となり、身を守るためトーラス女学校へ潜入することになったルーンのお目付け役として編入する。
ガーラント
声 - 岩崎征実
ロウランド家の私兵隊長。
セルマ
声 - 羽鳥靖子
アデイルの教育係。フィリエルがロウランド家に住まうようになってからはフィリエルの教育も担当する。女官としては優秀だが口うるさいためアデイル、フィリエル、マリエからは煙たがられている。
ペントマン
声 - 上別府仁資
ロウランド家の執事。
メリング医師
ルアルゴー伯爵お抱えの老医師。禿頭、白髭で年齢不詳。非常に口が悪く、雇い主である伯爵にすらしぶしぶにしか敬意を見せない偏屈者だが、医師としての腕は良い。ユーシスとも幼少時からの知り合いであり、伯爵子息である彼を「ひよっこ」「ぶきっちょ子馬」などと呼ぶ間柄。「蛇の杖」から奪還されたルーンの治療を担当した。それが縁で、ルーンが心身に負った傷、彼の行く末の危うさを非常に心配し、フィリエルとも親しくなる。かつて王立研究所に属していたが下野した過去を持つ。

### チェバイアット家
レアンドラ・チェバイアット
声 - 田中理恵
アデイルの姉。南部の有力貴族チェバイアット家の養女。プラチナの髪に漆黒の瞳。オーガスタ王女の長女で次期女王候補のひとり。女王候補として妹であるアデイルと相争う。絶世の美貌と豊満な肢体の持ち主で、たいへん蠱惑的。アデイル曰く「同性に嫌われるタイプ」。本人もそれを自覚しており、魅惑を最大の武器としている。
乗馬や剣術も男性並みにこなし、勝気な性格。ルーンを気に入り、彼を自らの手の内に入れようと誘惑をかける。アデイルとは、容姿や外面的な性格はまったく似ていないが気質は似ているようである。

### グラール王宮
エディリーン王女
「消えた第二王女」。十七年前、その美しさと聡明さで女王位にもっともふさわしいと目された女王候補であった。しかし、突然王位継承権を放棄し、異端の研究者であったギディオン・ディーと駆け落ちしてその妻となる。フィリエルの実の母親。小麦色の髪に青い瞳を持ち、形見の首飾りの宝石（女王試金石）は、彼女の瞳と同じ色をしている。王宮にいた頃は、その瞳の色から「青の姫君」と呼ばれていた。フィリエルが2歳の頃に病気で亡くなる。その遺体はディー博士が密かに塔の周囲のどこかに埋葬したらしい。
ディー博士はエディリーンのことを、アストレイアの尊称の一つを用いて「ユーナ」と呼んでいた。このため、フィリエルは亡くなった母の名前をユーナだと信じていた。ユーナとは「ただ一人の女性」を意味する。
オーガスタ王女（オーガスタ・ダントン）
声 - 一条みゆ希
レアンドラ、アデイル姉妹の実の母親。エディリーン王女の姉であり、フィリエルにとっては伯母にあたる。王位継承の課題に失敗し継承権を失った後、グラール南部にあるギルビアの公爵夫人となり、現在は竜騎士の騎馬たるユニコーンの育成を行っている。なお、レアンドラ、アデイルの父親については明らかにされていない（女王家の人間は誰の制約も受けることなく、子の父親となる人間を選ぶことができ、それが誰であるかは隠蔽されるため）。
コンスタンス女王陛下
声 - 野沢由香里
フィリエル、アデイル、レアンドラの祖母で現グラール国女王。グラール国女王は星仙女王とも呼ばれる。白髪に青い瞳。彼女の娘たち（第一王女オーガスタ、第二王女エディリーン）は二人とも女王位を継がなかったため、五十年を越える異例の長期在位が続いている。近年は、高齢のためか公式行事にもほとんど姿を現さず、大僧正であるメニエールに代行を任せることが多い。
ライアモン殿下
声 - 中田譲治
コンスタンス女王陛下の末子。オーガスタ王女とエディリーン王女の弟であり、フィリエルの叔父にあたる。女王直系であっても男子は王位を継げないため、現在はリイズ公爵となっている。女性しか王位を継げないグラール王国の継承制度を苦々しく思い、これを覆そうと画策する。自らの愉悦のためだけに虜を拷問するなど、非常に邪悪な性質の持ち主。また、「蛇の杖」とも呼ばれる秘密結社とつながりを持つ。
メニエール猊下
声 - 小宮和枝
傍系王族で、現在は大僧正の地位にある。高齢の女王陛下の代理を務める。聖職者階級の中では発言権が強く、女王の代わりに各儀式を取り仕切ることから、市井では女王ではなく彼女がアストレイア女神の化身と見なされることも。幼い頃、現ルアルゴー伯爵と遊んだことがあり、彼をいじめていたらしいが、カエルが苦手。
ライアモン殿下を利用して女王家を衰退させ、王位簒奪を狙っていた節がある。

### トーラス女学校
シザリア
声 - 能登麻美子
トーラス女学校の生徒。入学したばかりのフィリエルが初めて話しかけた少女。薄青色で紫がかった瞳。女神への信仰心が非常に厚い。なぜかいつも悲しげな瞳をしている。フィリエルが生徒会命令でトーラス中から疎外されるようになった後も、密かに差し入れをするなどの気遣いを見せる。
しかし、新参のフィリエルが学内をかき回すことをよく思っておらず、ロゼリットが死亡した事故の真犯人（フィリエルを落とそうとして失敗した）であり、(←小説では、シザリアの自白では「あなたのことが嫌いではなかった。だから、ロゼリットがあそこにいてよかったと思ったのに」とあり、この意味は、ロゼリットの場所を事後知り「よかった」とみなしたこと、なぜなら事件前は場所に意味はないですしもし同席したなら襲う順番が自白と整合していませんので、そして、ロゼリットが手すりの破損部に立ってフィリエルの方が生き残ったことを知って、当時よかったと捉えたということ。フィリエルが目立つ動きをしたのはロゼリット死亡後しばらく経ってからで、それまで文芸部長など周辺からは「こう、耐える人のイメージが」と認識されています、それ以後にフィリエルに反感を抱いたことになります)フィリエルが麦穂の乙女祭の聖劇の挑戦者として特訓を始めてから、度々脅迫文を服や小物に忍ばせた。最後は罪を悔いて別の修道院へ移っていった。
ヴィンセント（・クレメンシア・ダキテーヌ）
声 - 恒松あゆみ
トーラス女学校の生徒。フィリエルと同じ最高学年。学校一の秀才で、文芸部長。薄茶色の髪に濃い青の瞳。「生徒会に容認された審問団」という形で部員を2人連れてフィリエルの話を聞きに来た。アデイルの親友であり、彼女のもう一つの顔、小説家「エヴァンジェリン」の崇拝者。生徒会とは敵対している。トーラス内では身分は隠されているが、出自は傍系王族（メニエールの血縁）である。
トルバートへ行こうと画策しているアデイルに参謀役として呼ばれ、身分を隠して行動を共にするが、聖職者階級である傍系王族のつながりから、同行者であるメリアデス司教や、実家にはバレていたらしい。
イグレイン（・バーネット）
声 - 斎賀みつき
トーラス女学校の生徒。フィリエルの1学年下。剣術の達人。フィリエルより背が高く、雰囲気も大人っぽいが、実際は年下。ロゼリットとは同級で、親しい仲だった。生徒会とは敵対している。ヴィンセントの依頼で、麦穂の乙女祭の剣劇のため、フィリエルに猛特訓を施す。トーラス卒業後は王室近衛連隊として仕官するのが夢。トーラス内では身分は隠されているが、出自は貴族であり、レイディ・マルゴットの姪に当たる。
ユーシスを追うと決めたフィリエルの護衛としてレイディ・マルゴットに呼び出され、近衛連隊への推薦を条件にフィリエルと行動を共にする。結果的に未遂に終わったものの、レイディ・マルゴットからルーンの排除も命じられていたという。
ロゼリット
声 - 木村まどか
トーラス女学校の生徒。1学年下。生徒会の命令で、夏至祭のあいだフィリエルの監視役となる。生徒会長のラヴェンナに心酔している。茶色の巻き毛を二つに結い上げている。
レーリア
声 - 安田未央
トーラス女学校の生徒。かつては文芸部に所属し、アデイルとも顔見知り。黒髪で小柄な少女。現在は服飾の方面に目覚め、文芸からは離れている。仲間達と、麦穂の乙女祭の剣劇で使うフィリエルの舞台衣装を制作する。
ラヴェンナ
声 - 幸田夏穂
トーラス女学校の生徒会長。褐色の髪と瞳。アデイルがトーラスを去った後、シスター・レインという後ろ盾を得て、急速にトーラス内にて台頭する。フィリエルの転校初日に彼女を手荒く詰問したあげく、彼女に犬（スパイ）とのレッテルを貼り、トーラス中からのいじめの対象に仕立てる。
養女という境遇からはい上がったところに起因する魅力の持ち主で、ロゼリットのような信奉者も生む一方、その高慢さや、強引で後ろ暗いやり口から敵対者も多い。イグレインからは「小者」「生徒会長の器ではない」と切り捨てられる。シスター・レインの正体は知っており、彼女に忠誠を誓っている。また、彼女から剣を教わっており、腕前はかなりのものと推測される。聖劇では竜退治の英雄を演じた。
リティシア
声 - 中村千絵
トーラス女学校の生徒会副長。灰がかった金髪。常にラヴェンナと行動を共にしている。ヘイラよりはスタイルが良いらしい。
ヘイラ
声 - 大原さやか
トーラス女学校の生徒会副長。オレンジがかった金髪。常にラヴェンナと行動を共にしている。聖劇の際は囚われの姫を演じていたが、麦穂の乙女祭の劇ではシザリアに成り代わられていた。
シスター・ナオミ
声 - 山田美穂
トーラス女学校の教師。年配の修道女で、トーラス女学校の真髄である「魅惑」の授業を淡々と進行する。
シスター・レイン
声 - 田中理恵
トーラス女学校の教師。トーラスの卒業生で、成績優秀さゆえに教師として迎えられた。女神の彫像のように美しい容貌のため、生徒からは「慈愛の聖母」とあだ名される。しかし彼女の授業は平板で退屈であるらしい。生徒会の顧問でもある。彼女の正体はアデイルの姉であるレアンドラ・チェバイアット。

### ヘルメス党
ケイン・アーベル
声 - 古澤徹
ヘルメス党の事務方を束ねる男性。偵察や暗殺などの荒事も担当。物語後半で、フェリエルとルーンを守りサポートする。鉄灰色の長い髪と薄水色の瞳で、外見がバードに似ている（後にバードのオリジナルである人物との血縁関係が発覚）。それを利用し、バードに変装して王宮内に出入りすることもある。
ディル、ダン
ケインの部下。双子で、見分けがつかないほど似ている。

### エゼレット傭兵隊
ティガ
エゼレットのリーダー。刺客に狙われたアデイルを助け、しばらくの間行動を共にする。黒髪に深緑の瞳。作中のとある人物に顔立ちが似ており、十八歳だが幼く見える。名前は「大猫」という意味で、エゼレットの仲間からは「ちびトラ」と呼ばれる。本名ティグリス。
ルセル
エゼレットの一員。金髪に優雅な容姿の貴公子然とした青年。滅んだカラドボルスの王族の生き残りとされ、トルバート王宮に身柄を保護（実情は軟禁）されている。実際のところ、生き残りの王子はティガ。
テルフォード男爵夫人として潜入した、レイディ・マルゴットの部下であるセシリア・ハルクマンとは互いに惹かれあっているが、傭兵として生きる道を選ぶ。
ゴーガー
エゼレットの一員。岩石のような大男。ルセルの付き人としてトルバート王宮に住まっている。ティガの育ての親で、エゼレットの前リーダーでもある。
デリン
エゼレットの一員。表向きは片足が不自由な酒場の店主であり、拠点を提供する。毒薬や回復薬の扱いに長ける。若い頃は女性関係が派手だったらしい。

### その他
バード
声 - 小川輝晃
女王陛下直属の吟遊詩人で年齢不詳の青年。その真の任務はフィーリの手足として世界を巡り、情報を集めることであり、代替わりもする。創世期にフィーリのシステムを作った研究者の1人・アーベルのクローン体であり、事故や天災などで亡くなったりした際は、フィーリが管理しているシステム（月にある）からすぐに同じ容姿のバードが送られてくる。
しかし、作中で登場したバードは当初の想定には存在しなかったフィリエルの登場を受けたコンスタンス女王の命を受け、古すぎるシステムのせいで頑固なフィーリを排除し自分がフィーリとなるべく、フィリエルとともに奔走する。
フィーリ
女王を手助けすると言われる「賢者」。バード（詩人）とフィーリ（賢者）の名は、作中のわらべ唄にも出てくる。実はこの世界を司るもので、「果ての壁」や「真昼の星」といった機構やバードのクローンを培養するシステムを管理している。
作中では、北極に設置されて以来900年ほど動き続けるコンピュータの一種で、システム自体が老朽化しており、人間でたとえるなら「頑固爺」と化している。歴代女王はグラール城内で特殊な鏡を使って彼とコンタクトしていた。そのため、バード曰く、極地にある自分の本体の下まで直接やってきた女王（あるいは女王候補）と鏡越しのコンタクトの区別がつかないらしい。
クィーン・アン
初代グラール国女王にして、フィーリと契約を交わした女性。ある理由からずっと冷凍睡眠状態だったという。女王試金石は、彼女の血を、女性のみの直系で受け継いだ者の血に対してだけ反応し、青から深紅に色を変える。

## 影響
荻原は大学時代に早大児童文学研究会（児文研）に参加しており、一部のメンバーと影の創作活動をしていた。その活動を通して初めて完成させた小説『西の善き魔女』が、本作の基になっている。とはいえ、引き継いだのは一部の設定のみである。「秘められた活動ゆえに楽しいという感覚」は、2巻のトーラス女学校での女生徒たちの秘密の同人活動に生かされている。
フランク・ハーバートの『デューン/砂の惑星』に大きく影響を受けており、その作中に登場する女性だけの秘密結社「ベネ・ゲセリットの魔女」が『西の善き魔女』につながっている。また女王候補のレアンドラの名は、ケルト・ファンタジーの名手フィオナ・マクラウドの「ウスナの家」で壮絶な最期を遂げるデヤドラ（ディアドラ）が参考にされている。何よりタイトルは、Robert Scholesの記事が由来である、アーシュラ・K・ル=グィンの異名の1つ“The Good Witch of the West”からの借用である（あとがき参照）し、元々の第5巻で『闇の左手』とアーシュラ作品そのものズバリのサブタイトルも使っている。

## 既刊一覧

### 中央公論社 C★NOVELSファンタジア
挿画：桃川春日子
2003年5月、外伝3の発売にともない全巻が新装版として発売された。旧版の挿画は、1 - 4巻：牛島慶子、5巻：きがわ琳、外伝1、2巻：朝比奈凉子
- 『西の善き魔女1 セラフィールドの少女』1997年9月25日初版発行、ISBN 4-12-500491-9
- 『西の善き魔女2 秘密の花園』1997年11月25日初版発行、ISBN 4-12-500503-6
- 『西の善き魔女3 薔薇の名前』1998年4月25日初版発行、ISBN 4-12-500526-5
- 『西の善き魔女4 世界のかなたの森』1998年11月25日初版発行、ISBN 4-12-500568-0
- 『西の善き魔女5 闇の左手』1999年5月25日初版発行、ISBN 4-12-500591-5
- 『西の善き魔女 外伝1 金の糸紡げば』2000年1月25日初版発行、ISBN 4-12-500635-0
- 『西の善き魔女 外伝2 銀の鳥 プラチナの鳥』2000年9月25日初版発行、ISBN 4-12-500673-3
- 『西の善き魔女 外伝3 真昼の星迷走』2003年5月25日初版発行、ISBN 4-12-500805-1

### 中央公論新社 ハードカバー
挿画：佐竹美保
判型を変更した新装版。2001年11月より順次刊行。
- 『西の善き魔女1 旅立ちの巻』2001年11月発行、ISBN 4-12-003205-1
- 『西の善き魔女2 戦いの巻』2002年1月発行、ISBN 4-12-003222-1
- 『西の善き魔女3 世界の扉の巻』2002年3月発行、ISBN 4-12-003246-9
- 『西の善き魔女4 星の詩の巻』2002年7月7日発行、ISBN 4-12-003289-2

### 中央公論新社 中公文庫
判型を変更した新装版。ストーリー展開を考慮し、通巻が変更されている。2004年10月より順次刊行。
- 『西の善き魔女I セラフィールドの少女』2004年10月25日初版発行、ISBN 4-12-204432-4
- 『西の善き魔女II 秘密の花園』2004年12月20日初版発行、ISBN 4-12-204460-X
- 『西の善き魔女III 薔薇の名前』2005年2月25日初版発行、ISBN 4-12-204484-7
- 『西の善き魔女IV 世界のかなたの森』2005年4月25日初版発行、ISBN 4-12-204511-8
- 『西の善き魔女V 銀の鳥プラチナの鳥』2005年6月25日初版発行、ISBN 4-12-204537-1
- 『西の善き魔女VI 闇の左手』2005年8月25日初版発行、ISBN 4-12-204567-3
- 『西の善き魔女VII 金の糸紡げば』2005年10月25日初版発行、ISBN 4-12-204596-7
- 『西の善き魔女VIII 真昼の星迷走』2005年12月20日初版発行、ISBN 4-12-204627-0

### 角川書店 角川文庫
イラスト：小林系
- 『西の善き魔女1 セラフィールドの少女』2013年6月20日初版発行、ISBN 978-4-04-100883-6
- 『西の善き魔女2 秘密の花園』2013年7月25日初版発行、ISBN 978-4-04-100918-5
- 『西の善き魔女3 薔薇の名前』2013年10月25日初版発行、ISBN 978-4-04-101047-1
- 『西の善き魔女4 世界のかなたの森』2014年1月25日初版発行、ISBN 978-4-04-101187-4
- 『西の善き魔女5 闇の左手』2014年4月25日初版発行、ISBN 978-4-04-101324-3
- 『西の善き魔女6 金の糸紡げば』2014年7月25日初版発行、ISBN 978-4-04-101344-1
- 『西の善き魔女7 銀の鳥 プラチナの鳥』2014年10月25日初版発行、ISBN 978-4-04-101343-4
- 『西の善き魔女8 真昼の星迷走』2015年1月25日初版発行、ISBN 978-4-04-101345-8

### マッグガーデン ブレイドコミックス
- 『西の善き魔女1』2004年8月9日発行（7月9日発売）、ISBN 4-86127-053-7
- 『西の善き魔女2』2005年1月10日発行（2004年12月10日発売）、ISBN 4-86127-097-9
- 『西の善き魔女3』2005年5月9日発行（4月9日発売）、ISBN 4-86127-142-8
- 『西の善き魔女4』2005年11月8日発行（10月8日発売）、ISBN 4-86127-209-2
- 『西の善き魔女5』2006年7月9日発行（6月9日発売）、ISBN 4-86127-278-5
- 『西の善き魔女6』2007年2月10日発行（1月10日発売）、ISBN 4-86127-342-0
- 『西の善き魔女7』2007年11月10日発行（10月10日発売）、ISBN 4-86127-434-6
- 『西の善き魔女外伝』2008年1月10日発行（2007年12月10日発売）、ISBN 4-86127-457-5

## テレビアニメ
2006年4月から6月まで、アニメ魂枠にて『西の善き魔女 Astraea Testament』のタイトルで放送された。全13話。

### スタッフ
- 原作 - 荻原規子（中央公論新社刊）[3]
- 漫画・キャラクター原案 - 桃川春日子[3]
- 監督 - 中山勝一[3]
- シリーズ構成 - 冨岡淳広[3]
- キャラクターデザイン - 相澤昌弘[3]
- 設定 - 小林誠[3]
- 美術監督 - 飯島寿治[3]
- 色彩設計 - 谷本千絵[3]
- 撮影監督 - 岩崎敦[3]
- 編集 - 瀬山武司[3]
- 音楽 - 七瀬光[3]
- 音響監督 - 菊田浩巳[3]
- プロデューサー - 立石茂、山口泰明、大森啓幸、小池克実、浜津隆之、中島伸治
- 制作 - ハルフィルムメーカー[3]
- 製作 - Project West Witch[3]（マッグガーデン[4]、IMAGICA[4]、ジェネオンエンタテインメント[4]、オンザラン[4]、タブリエ[4]）

### 主題歌
オープニングテーマ「Starry Waltz」
作詞 - 霜月はるか / 作曲・編曲 - myu / 歌 - kukui
エンディングテーマ「彼方」
作詞 - さねよしいさ子 / 作曲・編曲 - 伊藤真澄 / 歌 - マリアリア

### 各話リスト
| 話数 | サブタイトル             | 脚本       | 絵コンテ       | 演出                | 作画監督          |
| ---- | ------------------------ | ---------- | -------------- | ------------------- | ----------------- |
| 1    | エディリーンの首飾り     | 冨岡淳広   | 中山勝一       | 布施木一喜 名取孝浩 | 相澤昌弘          |
| 2    | 子ヤギたちの行方         | 冨岡淳広   | 笹木信作       | 小坂春女            | 古賀準二          |
| 3    | 秘密の花園               | 河原ゆうじ | 吉田徹         | 吉田徹              | さのえり          |
| 4    | 花園の暗闇               | 杉浦真夕   | 福田道生       | 嵯峨敏              | 日高真由美        |
| 5    | 暗躍する花々             | 北条千夏   | 島崎奈々子     | 島崎奈々子          | 羽生貴之          |
| 6    | 宮廷円舞曲               | 北条千夏   | 関野昌弘       | 山田弘和            | 古賀準二 さのえり |
| 7    | 亡き王女のための孔雀舞   | 河原ゆうじ | 阿蒜晃士       | 内田信吾            | 相澤昌弘          |
| 8    | 幻想曲と遁走曲           | 杉浦真夕   | ヤマトナオミチ | 嵯峨敏              | 日高真由美        |
| 9    | 世界のかなたの森         | 杉浦真夕   | 山田弘和       | 山田弘和            | 羽生貴之 伊東克修 |
| 10   | 見えない壁               | 北条千夏   | 福田道生       | 藤本ジ朗            | 山本正文          |
| 11   | 吟遊詩人の道             | 河原ゆうじ | 阿蒜晃士       | 小坂春女            | 古賀準二 畑智司   |
| 12   | 真昼の星                 | 冨岡淳広   | 中山勝一       | 大脊戸聡            | 羽生貴之 伊東克修 |
| 13   | 大事なもの、守りたいもの | 冨岡淳広   | 摩砂雪         | 中山勝一            | 相澤昌弘          |

### 放送局
| 放送地域 | 放送局       | 放送期間                | 放送日時           | 放送区分       | 備考             |
| -------- | ------------ | ----------------------- | ------------------ | -------------- | ---------------- |
| 京都府   | KBS京都      | 2006年4月7日 - 6月30日  | 金曜 25:45 - 26:15 | 独立UHF局      |                  |
| 日本全域 | AT-X         | 2006年4月8日 - 7月1日   | 土曜 10:00 - 10:30 | CS放送         | リピート放送あり |
| 神奈川県 | tvk          | 2006年4月8日 - 7月1日   | 土曜 28:25 - 28:55 | 独立UHF局      |                  |
| 群馬県   | 群馬テレビ   | 2006年4月16日 - 7月9日  | 日曜 25:30 - 26:00 | 独立UHF局      |                  |
| 東京都   | 東京MXテレビ | 2006年4月20日 - 7月13日 | 木曜 26:30 - 27:00 | 独立UHF局      |                  |
| 奈良県   | 奈良テレビ   | 2006年4月27日 - 7月20日 | 木曜 25:30 - 26:00 | 独立UHF局      |                  |
| 長野県   | 信越放送     | 2006年4月28日 - 7月21日 | 金曜 26:00 - 26:30 | TBS系列        |                  |
| 日本全域 | BS朝日       | 2006年5月1日 - 7月24日  | 月曜 26:00 - 26:30 | BSデジタル放送 |                  |
| 熊本県   | 熊本放送     | 2006年5月15日 - 8月7日  | 月曜 26:20 - 26:50 | TBS系列        |                  |

### ラジオ
音泉・BEWEにて「インターネットラジオ西の善き魔女 Astraea Testament」のタイトルで2006年4月から同年9月まで配信された。パーソナリティはフィリエル役の折笠富美子とルーン役の平田宏美が担当。

#### 配信曜日など
- 配信曜日：毎週金曜日
- 配信サイト：音泉、BEWE
- 放送：2006年4月7日〜2006年9月29日
- スポンサー：マッグガーデン、イマジカイメージワークス、ジェネオンエンタテインメント、オンザラン

#### 主なコーナー
ふつおた
意見、感想、2人への質問等々のメールで支えられたメインコーナー
どっちでショータイム
日頃気になることを2択にしてどっち派なのかを理由も含めて紹介していったコーナー
西魔女・あるある学園
毎回1つのテーマに沿ってみんなが共感する「あるある」ネタを紹介していくコーナー。お題も同時に募集。
西魔女星占い
次の週に最も幸運・不運な星座とラッキーアイテムを紹介するコーナー。折笠が最も幸運な星座と西の善きラッキーアイテムを読み、平田は最もついていない星座を読み上げる。ちなみにふつおたコーナーで「締めの折笠のセリフで『あなたの背中に立つ人、だーれ?』と最後に言うため思わず実際に振り向いてしまった」という内容のリスナーのメールが読まれたことがある。
今日の名言大賞
毎週飛び出すパーソナリティ（ゲスト含む）の一番素晴らしい名言をエンディングで決めるコーナー。大賞は西魔女委員会（スタッフ）が独断と偏見で決める。
フィリエル&ルーン サウンドステッカー
フィリエルとルーンに言ってほしい言葉を募集。採用の場合は番組のサウンドステッカーとして流れていた。
西魔女・セリフ教室（隔週,＃12終了）
リスナーの悩みに答えるコーナー。
西の中心で怒りを叫ぶ・コーナー（隔週,＃12終了）
日頃のストレスを叫びたいセリフを書いて番組にぶつけてリスナーをすっきりさせるコーナー。

#### ゲスト
2006年
- ＃3 （4月21日配信分） 斎藤千和〔アデイル・ロウランド 役〕
- ＃4 （4月28日配信分） kukui（霜月はるか・myu）〔オープニングテーマ「Starry Waltz」（スターリーワルツ）を担当〕
- ＃16（7月21日配信分） 斎賀みつき〔イグレイン 役（公開録音）〕